# 椭圆叶越桔
椭圆叶越桔（学名：Vaccinium pseudorobustum）为杜鹃花科越桔属下的一个种。

## 扩展阅读
- 維基物種上的相關：椭圆叶越桔